# Palais du marquis d'Assche

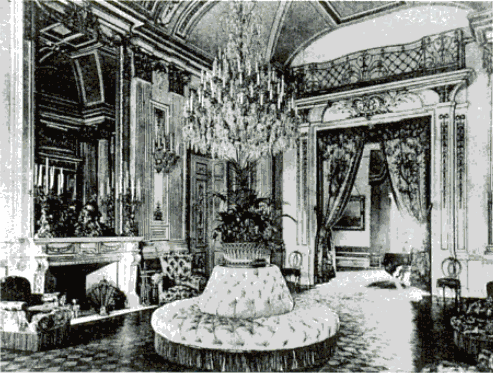
Salle de bal

Le palais du marquis d'Assche, connu aussi comme l'hôtel van der Noot d'Assche, est un hôtel particulier, de style néo-Renaissance italienne, situé au 33 rue de la Science à Bruxelles, en face du square Frère-Orban. 

## Historique
Il a été construit entre 1856 et 1858 sur ordre du comte et marquis Théodore van der Noot d'Assche (en), de la famille van der Noot, l'une des personnes les plus riches du pays, membre du Club des Seize. Dans le tout nouveau quartier Léopold, il avait acheté un vaste terrain pour construire un véritable palais de ville. 
L'architecte Alphonse Balat a dû s'inspirer du palais romain Farnèse (palais du cardinal Farnese, pape Paul III). Une longue galerie longeait un côté du jardin. L'intérieur était richement décoré, y compris un escalier remarquable. Le peintre français Charles Chaplin a été engagé pour décorer le salon avec des peintures au plafond (1862). La demeure comprenait aussi une salle de bal monumentale, munie d'un balcon au-dessus de l'entrée sur laquelle un (petit) orchestre de chambre pouvait se tenir. 
En 1897, le marquis d'Assche loue l'immeuble à un nouveau résident : l'ambassadeur américain Bellamy Storer. Le statut diplomatique du bâtiment est de courte durée, car de 1901 à 1909, le prince Albert et la princesse Elisabeth y emménagent. Leurs deux fils, Léopold et Charles, y sont nés en 1901 et en 1903. Albert y fait installer une bibliothèque avec une imposante cheminée de style néo-Renaissance flamande. Devenu roi des Belges en 1909, il quitte les lieux et s'installe au château de Laeken. 
Après le départ du couple princier, le palais redevient la résidence de la légation américaine. Le ministre plénipotentiaire Larz Anderson (en) et sa femme Isabelle ont abondamment cité le bâtiment dans leurs Mémoires. Le successeur d'Anderson, Theodore Marburg (en), y a également résidé de 1912 à 1914, mais à l'arrivée de l'ambassadeur Brand Whitlock, la représentation américaine s'installe un peu plus loin. 
Édouard van der Noot, fils du constructeur du palais, s'y installe jusqu'en 1930. Cette année-là, il devient le siège de l'ambassade américaine pour la troisième fois. Le gouverneur général allemand Alexander von Falkenhausen y vit pendant la Seconde Guerre mondiale, et y fréquente Elisabeth Ruspoli, née van der Noot d'Assche, arrêtée en 1943 et déportée à Ravensbrück. 
Après la guerre, l'État belge achète le bâtiment. Le Conseil d'État y a son siège depuis 1948.  
Depuis 1995, le Conseil d'Etat siège aussi dans le bâtiment voisin, 35, rue de la Science, l'ancien hôtel particulier du milliardaire belge Alfred Loewenstein, construit en 1919-1920 par l'architecte français Armand Sigwalt , dans le style Beaux-Arts en vogue au début du XXe siècle .  